# Polyclinum michaelseni
Polyclinum michaelseni is een zakpijpensoort uit de familie van de Polyclinidae. De wetenschappelijke naam van de soort is voor het eerst geldig gepubliceerd in 1956 door Brewin.